# Luchtvaart in de 19e eeuw
Dit artikel geeft een overzicht van de luchtvaart in de 19e eeuw.
- 1802

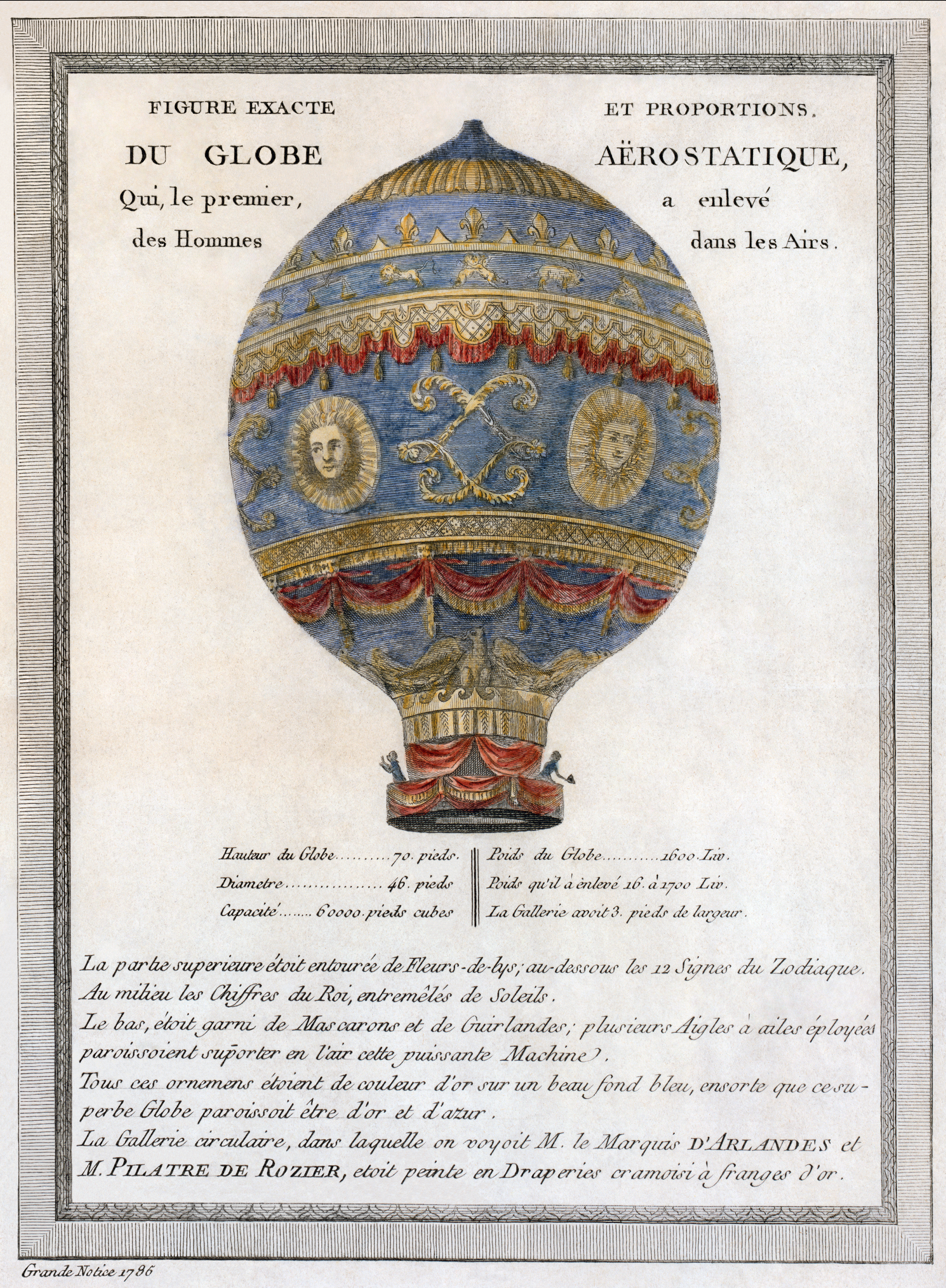
een illustratie uit 1786 van een ballon gefabriceerd door de Gebroeders Montgolfier

  - juni, Alexander von Humboldt en Aimé Bompland nemen plaats in een montgolfière om op grote hoogte[bron?] metingen te verrichten omtrent de temperatuur en de luchtdruk.

- 1803
  - 18 juli, Etienne Gaspar Robertson en Auguste Lhoëst stijgen te Hamburg tot 7280 meter in een heteluchtballon.
  - 3-4 oktober, de Fransman André-Jacques Garnerin overbrugt 395 km van Parijs naar Clausen in zijn montgolfière.
  - Francesco Zambeccari publiceert een vijf volumes dik werk over ballonvaart en aeronautica.

- 1804
  - George Cayley bouwt een modelzweefvliegtuig, met beweegbare flappen voor besturing.
  - J. Kaiserer vat het idee op om een montgolfière (luchtballon) bestuurbaar te maken met behulp van getemde arenden.
  - augustus/september: scheikundigen Louis Gay-Lussac en Jean-Baptiste Biot bewijzen, in tegenstelling tot de destijds gangbare theorie, dat de aantrekkingskracht van de aarde niet afneemt als men meer stijgt.
  - 29 september, Abraham Hopman maakt de eerste ballonvaart uitgevoerd door een Nederlander. Hij vliegt van Rotterdam naar Schiedam.

- 1807
  - Jakob Degen, een Oostenrijkse horlogemaker, experimenteert met een apparaat met klappende vleugels, een zogenaamde Ornitopter.

- 1808
  - Jakob Degen bevestigt klappende vleugels aan een montgolfière.
  - Lodewijk Napoleon verbiedt bij wet het oplaten van luchtballonnen boven de Nederlanden.

- 1809
  - Jakob Degen bevestigt klappende vleugels aan een met waterstof gevulde ballon.
  - September, Sir George Cayley publiceert zijn "On Aerial Navigation". Hiermee zet hij de wetenschappelijk principes uiteen omtrent zwaarder-dan-lucht vliegen.

- 1811
  - 31 mei, Albrecht Berblinger, de kleermaker van Ulm, stort neer in de Donau, waarschijnlijk met een hanggliderachtig apparaat dat gebaseerd was op het toestel van Jakob Degen.

- 1812
  - 19 juli, Charles Green vult een montgolfière met koolgas.

- 1824
  - De Engelsman Thomas Harris maakt een dodelijke val uit een ballon waar ook zijn fiancée in zit. Het was een wanhoopsdaad om de ballon niet te doen neerstorten.

- 1825
  - De Engelse leraar George Pocock maakt gebruik van een groter model vlieger om zijn dochtertje een aantal meters de lucht in te sturen.

- 1827
  - George Pocock maakt gebruik van een vlieger om zijn rijtuig, de Charvolant, voort te trekken. Het kitesurfen is uitgevonden.

- 1830
  - De Engelsman F.D. Artingstall bouwt een ornitopter aangedreven door stoom. Beide modellen eindigden in een explosie.

- 1836
  - 7-8 november, Charles Green vliegt een record van 722 km met een met koolgas gevulde ballon, de "Royal Vauxhall", van Londen naar Weilburg.

- 1837
  - Robert Cocking springt uit een ballon met zijn zelf ontworpen parachute en overlijdt.[bron?]

- 1838
  - John Wise vindt de scheurbaan uit, een paneel in de huid van de ballon die bij het landen geopend kan worden om het gas direct te laten ontsnappen en loodrecht te kunnen landen.

- 1839
  - Charles Green en de astronoom Spencer Rush klimmen tot 7.900 meter in een ballon.

- 1842
  - november, de Engelse ingenieur William Samuel Henson patenteert een vliegtuig dat aangedreven wordt door een stoommachine. Dit is een voortzetting van George Cayley's werk. Zijn voorstel voor het oprichten van een "Aerial Transport Company" wordt met hoongelach ontvangen door het Britse House of Commons.

- 1843
  - William Samuel Henson en John Stringfellow lanceren 's werelds eerste luchtvaartmaatschappij, de Aerial Transit Company, al heeft er nooit één vliegtuig gevlogen.

- 1845
  - Een model van het stoomvliegtuig Aerial Steam Carriage of Ariel van William Samuel Henson maakt een glijvlucht met motor vanaf een heuvel in Chard, Somerset.

- 1848
  - Een model van het stoomvliegtuig Aerial Steam Carriage van William Samuel Henson maakt een vlucht van 40 meter in een schuur, 's werelds eerste motor aangedreven vlucht.

- 1849
  - 12 juli en 25 juli, luchtballonnen worden voor het eerst gebruikt om vijandelijke stellingen te bombarderen. Het Oostenrijkse leger gebruikt ze bij het bombarderen van Venetië.
  - Sir George Cayley bindt een tienjarig jongetje aan een zweeftoestel en laat deze omhoogtrekken door een aantal mannen.
  - 7 oktober, de Fransman Francisque Arban vliegt met een ballon over de Alpen, van Marseille naar Subini.

- 1852
  - 24 september, de Franse ingenieur Henri Giffard vliegt 27 kilometer met een luchtballon aangedreven door een stoommachine met een snelheid van 10 km/u. Het is de eerste mechanisch aangedreven en bestuurbare luchtballon of dirigible.

- 1853
  - juni/juli, Sir George Cayley laat zijn koetsier in een zweefvliegtuig van eigen ontwerp over de vallei van Brompton vliegen. Daarmee was de koetsier de eerste volwassen vliegenier. De koetsier was zelf minder onder de indruk en nam ontslag.
  - In Frankrijk wordt de Société Aérostatique et Météorologique de France opgericht, de eerste vereniging ter promotie van de luchtvaart.

- 1856
  - december, de Franse kapitein Jean Marie Le Bris vliegt 200 meter in zijn L'Albatros artificiel zweefvliegtuig.

- 1857
  - Félix du Temple de la Croix maakt een succesvol stoomaangedreven vliegtuigmodel.

- 1858
  - De Franse fotograaf Nadar maakt de eerste luchtfoto.

- 1859
  - 1 juli, John Wise en zijn drie medereizigers maken een succesvolle vlucht in een montgolfière van 1.292 km van St. Louis naar Henderson.

- 1861
  - 11 juni, Thaddeus Lowe verstuurt het eerste telegram vanuit een luchtballon de Enterprise.
  - oktober, in de Verenigde Staten wordt de Union Army Balloon Corps opgericht onder leiding van Thaddeus Lowe. Tijdens de Amerikaanse Burgeroorlog zal er veelvuldig gebruik van gemaakt worden voor observatie en artillerie ondersteuning.
  - Het oorlogsschip de USS George Washington Parke Curtiss wordt het eerste oorlogsschip dat speciaal toegerust wordt voor luchtoperaties als het oplaten en transporteren van luchtballonnen langs de rivier de Potomac.

- 1862
  - 5 september, na een dramatische start bereiken de Engelse ballonvaarder Henry Tracey Coxwell en meteoroloog James Glaisher een hoogte van 9000 meter.

- 1863
  - 1 juli, Solomon Andrews vliegt met zijn Luchtschip Aereon boven Perth Amboy.

- 1864
  - De Oorlog van de Drievoudige Alliantie tussen Brazilië en Paraguay breekt uit. Brazilië zal daarbij gebruikmaken van luchtballonnen.

- 1865
  - Jules Verne schrijft het boek De la Terre à la Lune (De reis naar de maan), waarbij een raket wordt gelanceerd vanuit Florida. Dat is de plek waar later de raketten van de NASA hun reis naar de maan begonnen.
  - De Franse graaf Ferdinand d'Esterno schrijft zijn boek "Du Vol des Oiseaux" (Over het vliegen van vogels), waarin hij stelt dat de glijvlucht van vogels een uitgangspunt kan zijn voor het vliegen door mensen.
  - De Fransman Louise Pierre Mouillard maakt een succesvolle zweefvlucht met een zelfgemaakt toestel. In zijn daaropvolgende boek L'Empire de l'Air (1881) stelt hij dat de zweefvlucht wel nagedaan kan worden maar dat de klappende vleugels gedoemd zijn te mislukken.

- 1866
  - De Britse Royal Aeronautical Society wordt opgericht.
  - juni, De Poolse Jan Wnęk zou een gecontroleerde vlucht hebben uitgevoerd vanaf de kerk van Odporyszów. Alleen de archieven van deze kerk hebben het opgetekend.

- 1867
  - Henry Giffard stelt zijn enorme ballon tentoon tijdens de wereldexpositie in Parijs. De ballon kon 40 personen meenemen, maar heeft nooit gevlogen.

- 1868
  - De eerste luchtvaarttentoonstelling vindt plaats in het Crystal Palace in Londen, overigens konden geen van de tentoongestelde vliegtuigen vliegen.

- 1870
  - Bij de belegering van Parijs door de Pruisen tijdens de Frans-Pruisische Oorlog gebruiken de Fransen luchtballonnen om in totaal 110 burgers te evacueren en post over te brengen.

- 1871
  - Francis Herbert Wenham en zijn collega John Browning vinden de windtunnel uit.

- 1872
  - 2 februari, de Franse marine-ingenieur Henri Dupuy de Lôme bereikt een snelheid van 9 tot 11 km/u met zijn handaangedreven Dupuy de Lôme-luchtschip.
  - 13 december, de Duitse ingenieur Paul Haenlein test boven Brno zijn luchtschip aangedreven door een verbrandingsmotor, ontworpen door Étienne Lenoir. Dit was het eerste luchtschip dat door een dergelijk motor werd aangedreven. Door geldgebrek moest hij verdere experimenten staken.

- 1874
  - 5 juli, de Belg Vincent de Groof vindt de dood als hij boven Engeland vanuit een ballon gelanceerd wordt in zijn Ornitopter.
  - 20 september, de stoomaangedreven monoplane van Félix du Temple de la Croix hopt enkele meters boven de grond na te zijn gelanceerd van een steile helling. In de monoplane zat een matroos wiens naam niet meer bekend is. Dit wordt gezien als de eerste geslaagde start, door een motor aangedreven zwaarder-dan-lucht vliegtuig met inzittende.

- 1875
  - 15 april, de montgolfière Zenith bereikt een hoogte van 8.600 meter. Aeronauten Joseph Crocé-Spinelli en Théodore Sivel vinden hierbij de dood door verstikking maar de meteoroloog Gaston Tissandier weet de ballon te landen en houdt er slechts doofheid aan over.
  - 12 juni, de Aerial Steamer van Thomas Moy komt niet van de grond maar bezit wel enkele nieuwigheden die navolging zouden vinden in toekomstige vliegtuigmodellen.

- 1876
  - Alphonse Penaud en Paul Gauchot patenteren een vliegboot met intrekbaar landingsgestel en stuurkolom en nog veel meer technische vernieuwingen die hun tijd ver vooruit waren. Het vliegtuig werd echter nooit gebouwd.

- 1877
  - De Italiaan Enrico Forlanini bouwt een stoomaangedreven helikopter model. Het model stijgt maar liefst 13 meter bij de presentatie in Milaan.

- 1878
  - Charles F. Ritchel presenteert zijn eenpersoonsluchtschip dat door spierkracht wordt aangedreven. Hij weet er vijf te verkopen.

- 1879
  - Het Britse leger neemt zijn eerste luchtballon in dienst, de Pioneer.
  - Victor Tatin bouwt een vliegtuig model waarbij luchtdruk gebruikt wordt om de propellers aan te drijven. Het model weet een afstand van ongeveer 15 meter te overbruggen.

- 1880
  - Het Britse leger gebruikt voor het eerst ballonnen tijdens manoeuvres in Aldershot.

- 1881
  - In Duitsland wordt de "Deutsche Verein zur Förderung der Luftschiffahrt" opgericht, een vereniging ter promotie van de luchtvaart.

- 1882
  - De "Deutsche Verein zur Förderung der Luftschiffahrt" publiceert het eerste luchtvaarttijdschrift ter wereld, de Zeitschrift des Deutschen Vereins zur Förderung der Luftschiffahrt.

- 1883
  - 28 augustus, John Joseph Montgomery maakt de eerste bemande en gecontroleerde zweefvlucht boven Amerika.
  - 8 oktober, Gaston Tissandier en zijn broer Albert maken de eerste succesvolle vlucht met zijn luchtschip aangedreven door een Elektromotor, een Siemens elektromotor.

- 1884
  - 9 augustus, Charles Renard en Arthur Krebs maken de eerste volledig gecontroleerde vlucht met het militaire luchtschip La France. Het elektrisch aangedreven luchtschip maakt een 8 km lange rondvlucht om weer te landen waar het ook was gestart.
  - De Rus Aleksandr Fyodorovich Mozhaiski maakt met zijn stoom aangedreven vliegtuig een korte hop van ongeveer 25 meter in Krasnoye Selo nabij Sint-Petersburg.
  - Het Britse leger gebruikt ballonnen bij de expeditie naar Bechuanaland.
  - De Engelsman Horatio Frederick Phillips patenteerd een aantal gekromde vleugelmodellen, en bepaald dat de op deze manier het liftvermogen van vleugels toeneemt.

- 1885
  - Het Preussische Luftschiffer Abteilung (Pruisische Luchtschip Afdeling) wordt een permanent en zelfstandig onderdeel van het Pruisische leger.
  - Het Britse leger gebruikt ballonnen bij het expeditieleger dat invallen doet in Soedan.

- 1886
  - mei, het Korps Genietroepen van het Nederlandse Leger maakt voor het eerst gebruik van een luchtballon, de kabelballon Kijkuit.
  - 12 tot 13 september, De Fransmannen Français Henri Hervé en Gaston Alluard maken de eerste 24 uurs vlucht in hun montgolfière National.

- 1888
  - 10 augustus, dr. Karl Wölfert maakt de eerste succesvolle vlucht met het luchtschip Deutschland dat aangedreven werd door een benzinemotor van Daimler.

- 1889
  - Percival Spencer maakt een succesvolle parachutesprong boven Drumcondra, Ierland.
  - Otto Lilienthal publiceert zijn boek Der Vogelflug als Grundlage der Fliegekunst (De vlucht van vogels als grondslag van de vliegkunst).

- 1890
  - 9 oktober, de Fransman Clément Ader maakt een ongecontroleerde vlucht van 50 meter in zijn gemotoriseerde Eole.

- 1891
  - De gemotoriseerde vliegtuigmodellen Aerodrome No. 1, 2 en 3 van Samuel Pierpont Langley maken hun eerste vlucht.
  - Otto Lilienthal maakt zijn eerste vlucht van 25 meter met zijn Derwitzer zweefvliegtuig. Hij is degene die voor het eerste meerdere succesvolle pogingen achter elkaar weet te bewerkstellen.

- 1892
  - augustus, Clément Ader maakt een ongecontroleerde vlucht van 200 meter in zijn Avion II(of Zephyr of Éole II) boven een veld nabij Satory.
  - Clément Ader krijgt van het Franse Ministerie van Oorlog een contract voor het bouwen van een bommenwerper.
  - Otto Lilienthal vliegt zo'n 82 meter in zijn Südende zweefvliegtuig.
  - Het Oostenrijks leger vormt een permanent luchtvaart korps, het Kaiserlich und Königliche Militäräronautische Ansalt.
  - Horatio Frederick Phillips maakt stoomaangedreven modelvliegtuig dat een succesvolle vlucht maakte met ballast.

- 1893
  - Otto Lilienthal maakt een vlucht van 250 meter in zijn Maihöhe-Rhinowzweefvliegtuig.
  - De Australiër Lawrence Hargrave demonstreert in Sydney zijn vlieger die een mens in de lucht kan brengen. De vlieger heeft een doosmodel dat speciaal ontwikkeld is door Hargrave zelf.
  - Horatio Frederick Phillips experimenteert met een vliegtuigmodel met 50 vleugels.

- 1894
  - 31 juli, Hiram Stevens Maxim test zijn enorme dubbeldekker.
  - augustus, Aerodrome model no. 4 van Samuel Pierpont Langley maakt een vlucht van 45 meter over de rivier de Potomac.
  - 4 december, de Duitse meteoroloog Arthur Berson klimt tot een hoogte van 9,155 m in zijn luchtschip, aldaar is het -47 graden.
  - De Pool Czeslaw Tanski maakt een aantal succesvolle vluchten met zijn gemotoriseerde vliegtuigmodellen.
  - De Amerikaanse Octave Chanute publiceert Progress in Flying Machines (ontwikkelingen met betrekking tot Vliegmachines), het eerste boek dat een overzicht geeft van de luchtvaartontwikkelingen tot zo ver.
  - Met zijn Normalsegelapparat (Normale Zweefvliegtuig) maakt Otto Lilienthal het eerste zweefvliegtuig dat in massaproductie ging.

- 1895
  - Percy Pilcher maakt zijn eerste succesvolle vlucht in zijn Bat.

- 1896
  - 6 mei, Aerodrome model no. 5 van Samuel Pierpont Langley maakt een vlucht van 1000 meter over de rivier de Potomac.
  - juni, Octave Chanute organiseert een luchtvaartbijeenkomst bij Lake Michican, alwaar o.a. een kopie van een Otto Lilienthal zweefvliegtuig en een zweefvliegtuig van eigen makelij werden getest.
  - 9 augustus, Otto Lilienthal stort neer tijdens een routinevlucht vanaf de heuvel van Stölln en overlijdt de volgende dag.
  - november, Aerodrome model no. 6 van Samuel Pierpont Langley maakt een vlucht van 1280 meter over de rivier de Potomac.
  - David Schwarz test zijn volledig metalen luchtschip, maar stort neer.
  - August von Parseval en Rudolf Hans Bartsch von Sigsfeld vinden de vliegerballon uit, die gebruikt kan worden voor observaties bij hoge windsnelheden.

- 1897
  - 11 juni, Salomon August Andrée, Nis Strindberg en Knut Frænkel doen een poging om met een ballon naar de Noordpool te vliegen. Na drie dagen storten ze neer. Ze weten nog drie maanden in het pakijs stand te houden. In 1930 worden hun stoffelijke resten gevonden op Kvitøya (Spitsbergen) en weet men hun filmmateriaal nog te ontwikkelen.
  - 14 juni, dr. Karl Wölfert en zijn mecanicien Hans Knabe komen om nadat hun luchtschip vlak na de start vlam vat. Zij waren hiermee de eerste slachtoffers in de luchtscheepvaart.
  - 14 oktober, Clément Ader maakt een ongecontroleerde vlucht van 300 meter in zijn stoomaangedreven Avion III. Het leger is niet onder de indruk en stopt verdere financiering.
  - Het eerste volledige starre luchtschip, ontworpen door David Schwarz en Carl Berg, maakt onder leiding van Ernst Jägels zijn eerste vlucht.

- 1898
  - Percy Pilcher bouwt een zweefvliegtuig, de Hawk, en begint met de bouw van een lichte verbrandingsmotor.

- 1899
  - april, Gustave Whitehead claimt dat hij een gecontroleerde vlucht met passagier heeft gemaakt in zijn stoomaangedreven vliegtuig. De vlucht zou plaats hebben gevonden te Pennsylvania en behaalde een afstand van 500 meter.
  - De gebroeders Wright doen experimenten met buigbare vleugels om controle te krijgen over het vliegtuig.
  - Samuel Cody begint met het experimenteren met vliegers die groot genoeg waren om een persoon de lucht in te tillen.
  - Percy Pilcher stort neer in zijn zweefvliegtuig aan de vooravond van zijn eerste vlucht met een motoraangedreven vliegtuig.

Luchtvaart voor de 18e eeuw ·
18e eeuw ·
19e eeuw ·
20e eeuw ·
21e eeuw